# 고명안
고명안(高明安, 1960년 7월 15일 ~ )은 대한민국의 배우이자 무술가이다.

## 개요
타고난 무술인의 솜씨로 밤무대 무술시범을 통하여 7년동안 관객들에게 보여 주면서 연예계 활동을 하던중, 1989년 김기풍 감독의 《독불장군》 영화출연을 계기로 액션영화에 매력을 갖게 되었다.

## 경력
- 1979년-1984년: 부산 범어사 무술수련
- 1979년-1994년: 프로권법 동양타이틀 9차방어
- 1991년: 한국 진검도 협회, 무술고단자 연기협회 창설
- 1994년: 백제신검 한국문화제 승화진흥회 전국 총수련 관장
- 1979년 ~ 1994년: 프로권법 동양타이틀 보유

## 출연작
- 1987년 《독불장군》
- 1992년 《자전거를 타고온 연인》
- 1996년 《너희가 재즈를 믿느냐》 스턴트
- 1996년 《카리스마》 ... 백중민 역
- 2001년 《소름》 무술감독
- 2005년 《HAAN 한길수》 무술감독
- 2006년 《생날선생》 무술감독
- 2012년 《철가방 우수씨》 무술감독
- 2013년 《야관문: 욕망의 꽃》 무술감독
- 2015년 《지렁이》 무술감독